# Jaroszewo (przystanek kolejowy)
Jaroszewo – zlikwidowany przystanek kolejowy w Jaroszewie, w gminie Żnin, w powiecie żnińskim, w województwie kujawsko-pomorskim, w Polsce. Położony na linii kolejowej Żnin – Szubin. Linia ta została otwarta w dniu 1 października 1895 roku. Zamknięta została w 1990 roku. Zachował się budynek dworca i budynek mieszkaniowy dla kolejarzy.